# Deutzia wardiana
Deutzia wardiana là một loài thực vật có hoa trong họ Tú cầu. Loài này được Zaik. mô tả khoa học đầu tiên năm 1966.